# Liste des préfets maritimes de Cherbourg

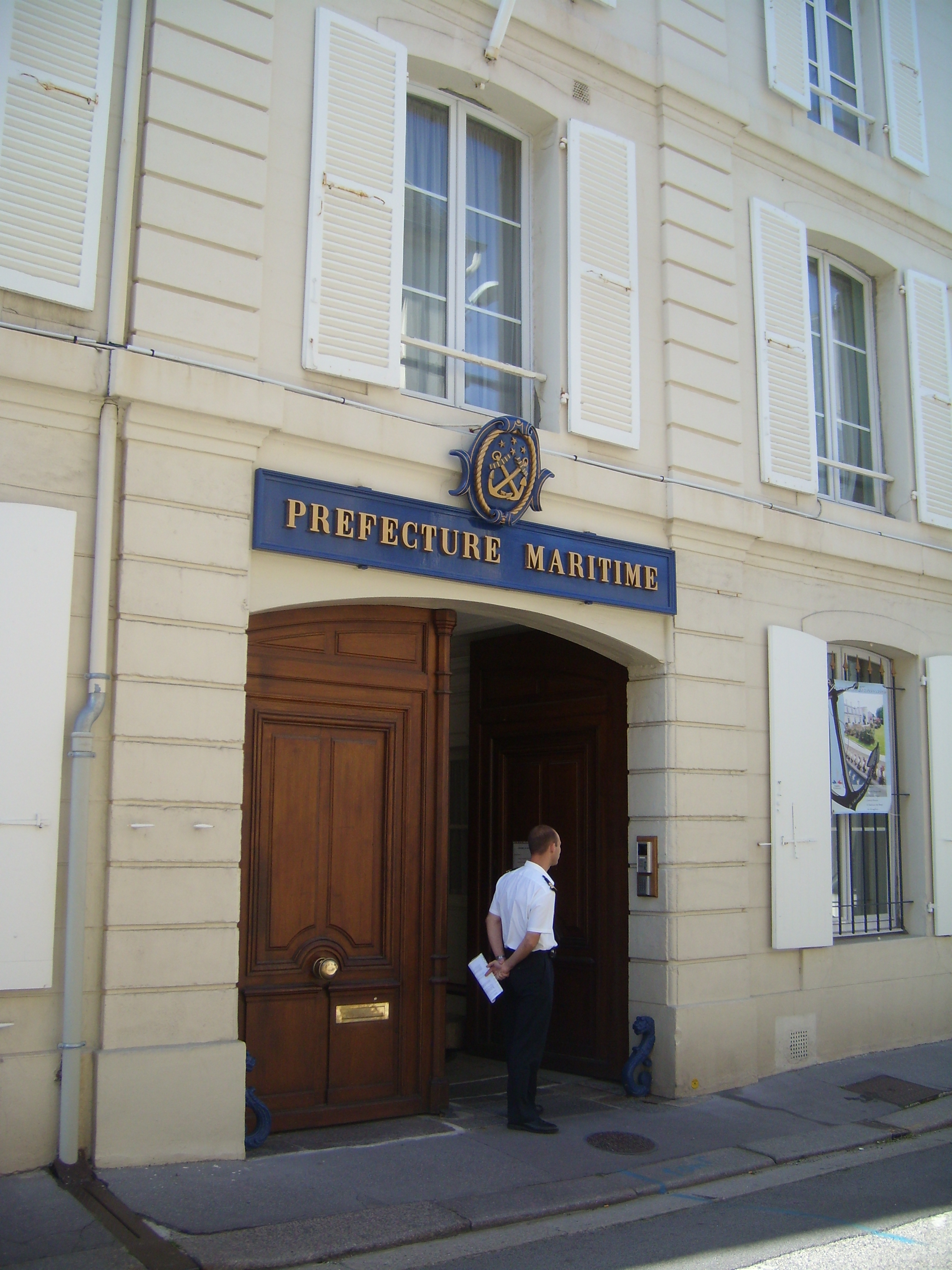
Ancienne préfecture maritime de Cherbourg, rue Emmanuel Liais.

Liste des préfets maritimes qui se sont succédé en poste au Havre puis à Cherbourg (Manche) comme préfets maritimes de la Manche et de la mer du Nord.

## 1800-1815
Le chef-lieu du deuxième arrondissement maritime est fixé tout d'abord au port du Havre, avant son transfert à Cherbourg en 1813.

« Le deuxième arrondissement comprend les ports et côtes de la Manche, depuis Dunkerque exclusivement jusqu'à Cherbourg inclusivement. Il aura le port du Havre pour chef-lieu. »
| Date                          | Nom                                 | Grade         |
| ----------------------------- | ----------------------------------- | ------------- |
| juillet 1800 - mai 1801       | Charles-Henri Bertin                | ordonnateur   |
| novembre 1801 - août 1802     | Marc-Antoine Bourdon de Vatry       |               |
| août 1802 - septembre 1803    | Édouard Thomas Burgues de Missiessy | contre-amiral |
| septembre 1803 - janvier 1804 | Jean-Baptiste Raymond de Lacrosse   | contre-amiral |
| février 1804 - novembre 1804  | Pierre-Alexandre-Laurent Forfait    | ingénieur     |
| août 1808 - octobre 1810      | Daniel Lescallier                   | commissaire   |
| 1810 - 1813                   |                                     |               |
| 1813 - décembre 1815          | François Romuald Alexandre Molini   |               |

## 1816-1826
Lors de la Seconde Restauration, par parti pris politique, il est décidé de revenir à l'organisation précédant la création des préfets maritimes, conforme à l'ordonnance de 1776. L'ordonnance royale du 29 novembre 1815, décrétée d'application au 1er janvier 1816, fait disparaître la fonction de préfet maritime, au profit d'un retour à un découpage des responsabilités entre deux personnes, un militaire (commandant de Marine) et un civil (intendant de Marine).
Cette ordonnance fusionne également les 1er et 2e arrondissements précédents en faisant de Cherbourg le chef-lieu de ce nouvel arrondissement. Néanmoins par la perte de ce qui deviendra la Belgique, le premier arrondissement était réduit à presque rien, à savoir la côte depuis le port de Dunkerque jusqu'à la nouvelle frontière.
| Date      | Nom                                         | Grade                                      |
| --------- | ------------------------------------------- | ------------------------------------------ |
| 1816      | Chevalier de Molini                         | chef de division navale puis contre-amiral |
| 1817-1826 | Vicomte Charles de Montboissier de Canillac | contre-amiral                              |

## 1827-1860
L'ordonnance royale du 27 décembre 1826, qui ré-instaure la fonction de préfet maritime, maintient Cherbourg comme siège de la préfecture maritime du 1er arrondissement.
De 1827 à 1860 le poste n'est pas confié à un grade spécifique.
| Date      | Nom                                    | Grade                  |
| --------- | -------------------------------------- | ---------------------- |
| 1827      | de Boutoullié de la Villegonan         | capitaine de vaisseau  |
| 1827-1831 | Charles Pouyer                         | intendant de la Marine |
| 1831-1836 | René Constant Le Marant de Kerdaniel   | contre-amiral          |
| 1836-1841 | André de Martineng                     | contre-amiral          |
| 1841-1842 | Alexandre Ferdinand Parseval-Deschênes | contre-amiral          |
| 1842-1843 | Émile Lainé                            | contre-amiral          |
| 1843-1845 | Anne Chrétien Louis de Hell            | contre-amiral          |
| 1845-1846 | Alphonse Louis Théodore de Moges       | vice-amiral            |
| 1846-1852 | Théodore Deloffre                      | contre-amiral          |
| 1852-1854 | Guillais                               | contre-amiral          |
| 1854-1855 | Marie Joseph Odet-Pellion              | contre-amiral          |
| 1855-1858 | Comte Joseph de Gourdon                | contre-amiral          |
| 1858-1860 | Jean Jacques Fabvre                    | contre-amiral          |

## 1860-1875
À partir d'août 1860, le poste de préfet maritime est confié à un vice-amiral.
| Date                | Nom                      | Grade       |
| ------------------- | ------------------------ | ----------- |
| 1860-1861           | Édouard Bouët-Willaumez  | vice-amiral |
| 1861-1863           | André Paul Clavaud       | vice-amiral |
| 1863-1864           | Octave de Chabannes      | vice-amiral |
| 1864-1866           | Augustin Dupouy          | vice-amiral |
| 1866-1869           | Aimé Reynaud             | vice-amiral |
| 1869-1871           | Pierre-Gustave Roze      | vice-amiral |
| Juin 1871-mars 1874 | Jérôme-Hyacinthe Penhoat | vice-amiral |
| 1874-1875           | Aimé Coupvent-Desbois    | vice-amiral |

## 1875-1922
En janvier 1875, les vice-amiraux préfets maritimes reçoivent le titre de « commandant en chef ».
| Date                    | Nom                                                        | Grade         |
| ----------------------- | ---------------------------------------------------------- | ------------- |
| 1875                    | Georges Cloué                                              | vice-amiral   |
| 1875-1877               | Alexandre Marie du Crest de Villeneuve                     | contre-amiral |
| 1877-1879               | Albert Roussin                                             | vice-amiral   |
| mars 1879-octobre 1880  | Amédée Louis Ribourt                                       | vice-amiral   |
| 1880-1884               | François-Hippolyte Allemand                                | vice-amiral   |
| 1884-1886               | Abel Bergasse Dupetit-Thouars                              | vice-amiral   |
| 1886-1887               | Victor Duperré                                             | vice-amiral   |
| 1887-1888               | Émile Zédé                                                 | vice-amiral   |
| 1888-1893               | Sébastien Lespès                                           | vice-amiral   |
| 1893-1895               | Cavelier de Cuverville                                     | vice-amiral   |
| 1895-1897               | Louis Alphonse Edmond Puech                                | vice-amiral   |
| 1897-1899               | Edgard de Maigret                                          | vice-amiral   |
| 1899-1902               | Paul Charles Laurent Dieulouard                            | vice-amiral   |
| 1902-1905               | Charles Touchard                                           | vice-amiral   |
| 1905-1908               | Joseph Pierre Auguste Besson Base Léonore dossier LH/225/8 | vice-amiral   |
| 1908-1910               | Jean Bellue                                                | vice-amiral   |
| octobre 1910-août 1912  | Narcisse Kiesel                                            | vice-amiral   |
| 1912-1914               | Jules Le Pord                                              | vice-amiral   |
| 1914-1915               | Louis-Joseph Pivet                                         | vice-amiral   |
| 1915-1916               | Charles-Eugène Favereau                                    | vice-amiral   |
| mars 1916-novembre 1917 | Antoine-Auguste Tracou                                     | vice-amiral   |
| 1917-1918               | Louis Jaurès                                               | vice-amiral   |
| 1918-1919               | Albert Rouyer                                              | vice-amiral   |
| août 1919-février 1921  | Maurice Grasset                                            | vice-amiral   |
| 1921-1922               | Eugène Barthes                                             | vice-amiral   |

## 1922-1924
En juillet 1922, le vice-amiral Barthes est transféré à Dunkerque, avec le titre de commandant en chef la frontière maritime de la Manche et de la Mer du Nord, avec sous son autorité un contre-amiral préfet maritime à Cherbourg.
| Date      | Nom                 | Grade         |
| --------- | ------------------- | ------------- |
| 1922-1923 | Marie-Gaston Grout  | contre-amiral |
| 1923-1924 | Maxime Le Vavasseur | contre-amiral |

## 1924 à aujourd'hui
Depuis octobre 1924, les deux fonctions séparées sont réunies comme commandant en chef et préfet maritime du 1er arrondissement, à Cherbourg. Cependant, il est à noter que le capitaine de vaisseau Pierre de Robien est nommé commandant de la Marine à Cherbourg le 12 juillet 1944 par l'amiral d'Argenlieu.
| Date                       | Nom                           | Grade                          |
| -------------------------- | ----------------------------- | ------------------------------ |
| Octobre 1924-novembre 1927 | Robert de Marguerye           | vice-amiral                    |
| Novembre 1927              | Jacques Vindry                | vice-amiral                    |
| 1928                       | Ernest Chauvin                | vice-amiral                    |
| 1928-1931                  | Marcel Basire                 | vice-amiral                    |
| Janvier 1931-décembre 1931 | Charles Alain Marie Berthelot | vice-amiral                    |
| 1931-1936                  | Léon Le Dô                    | vice-amiral« Cote LH/1542/32 » |
| 1936-1937                  | Marcel Traub                  | vice-amiral                    |
| mai 1937-mai 1939          | Eugène-Léon Rivet             | vice-amiral                    |
| mai 1939-juin 1939         | Alfred Édouard Richard        | vice-amiral                    |
| 1939-1940                  | Jules Le Bigot                | vice-amiral                    |
| 1945-1949                  | Jourdain                      | vice-amiral                    |
| 1951-1952                  | Émile Barthes                 | contre-amiral                  |
| 1952                       | Gabriel Rebuffel              | contre-amiral                  |
| 1952-1954                  | Joseph Laurin                 | vice-amiral                    |
| 1954-1956                  | Paul Périès                   | vice-amiral                    |
| 1956-1959                  | Yann Le Hagre                 | vice-amiral d'escadre          |
| 1959-1960                  | Maurice Amman                 | vice-amiral                    |
| 1960-1961                  | Jules Évenou                  | vice-amiral                    |
| 1961-1963                  | Burin des Roziers             | vice-amiral                    |
| 1963-1965                  | Charles Edward La Haye        | vice-amiral d'escadre          |
| 1965-1967                  | Jean Léon Witrand             | vice-amiral d'escadre          |
| 1967-1969                  | Henri Rousselot               | vice-amiral d'escadre          |
| 1969-1971                  | Pierre Bouillaut              | vice-amiral                    |
| 1971-1973                  | Pierre Clotteau               | vice-amiral d'escadre          |
| 1973-1975                  | Philippe Frédéric-Moreau      | vice-amiral                    |
| 1975-1979                  | Jacques Wacrenier             | vice-amiral d'escadre          |
| 1979-1980                  | Émile Chaline                 | vice-amiral                    |
| 1980-1984                  | François Crouzat              | vice-amiral d'escadre          |
| 1984-1986                  | Louis Fuzeau                  | vice-amiral                    |
| 1986-1987                  | Claude Jammayrac              | vice-amiral d'escadre          |
| 1987-1990                  | Jean Pierre Fourquet          | contre-amiral                  |
| 1990-1992                  | Charles Henri Méchet          | vice-amiral d'escadre          |
| 1992-1994                  | Philippe Cannone              | vice-amiral d'escadre          |
| 1994-1996                  | Philippe Mallard              | vice-amiral                    |
| 1996-1998                  | Christian Huet                | vice-amiral                    |
| 1998-2000                  | Yves Lagane                   | contre-amiral                  |
| 2000-2001                  | Laurent Mérer                 | contre-amiral                  |
| 2001-2004                  | Hubert Pinon                  | vice-amiral d'escadre          |
| 2004-2006                  | Édouard Guillaud              | vice-amiral                    |
| 2006-2011                  | Philippe Périssé              | vice-amiral d'escadre          |
| 2011-2013                  | Bruno Nielly                  | vice-amiral d'escadre          |
| 2013-2015                  | Emmanuel Carlier              | vice-amiral d'escadre          |
| 2015-2018                  | Pascal Ausseur                | vice-amiral d'escadre          |
| 2018-2022                  | Philippe Dutrieux             | vice-amiral d'escadre          |
| 2022-(2024)                | Marc Véran                    | vice-amiral d'escadre          |
|                            |                               |                                |

## Sources
- « Les commandants de la Marine et les préfets maritimes de Cherbourg », Revue du département de la Manche, no 113-114-115, 1987
- Ferdinand François de Bon, Revue maritime et coloniale - Cherbourg : Avec un grand plan et des planches gravées sur bois, t. quinzième, Paris, Challamel aîné, Arthus Bertrand, coll. « Les Ports militaires de la France », septembre 1865 (lire en ligne).